# Epidemia dżumy na Malcie (1623)
Epidemia dżumy na Malcie w 1623 – niewielka epidemia dżumy (malt. pesta) na wyspie Malcie, będącej wówczas pod rządami zakonu św. Jana. Było to prawdopodobnie spowodowane zakażonymi materiałami z poprzedniej epidemii w latach 1592–1593. Udało się ją szybko powstrzymać po spowodowaniu 40–45 zgonów.

## Tło
W momencie wybuchu epidemii Malta była rządzona przez Zakon św. Jana. Między 1592 a 1593 epidemia dżumy zabiła na wyspie około 3000 osób.

## Wybuch
Pierwsze przypadki dżumy w tej epidemii wykryto w stolicy Valletcie wśród członków rodziny Paulusa Emiliusa Ramadusa, strażnika portu. Podejrzewa się, że ten ostatni z racji obowiązków służbowych zajmował się odpadami pochodzącymi z epidemii z lat 1592–1593, które mogły być zainfekowane, powodując wybuch epidemii w 1623. Choroba rozprzestrzeniła się następnie na kilka innych gospodarstw domowych.

### Środki ograniczające

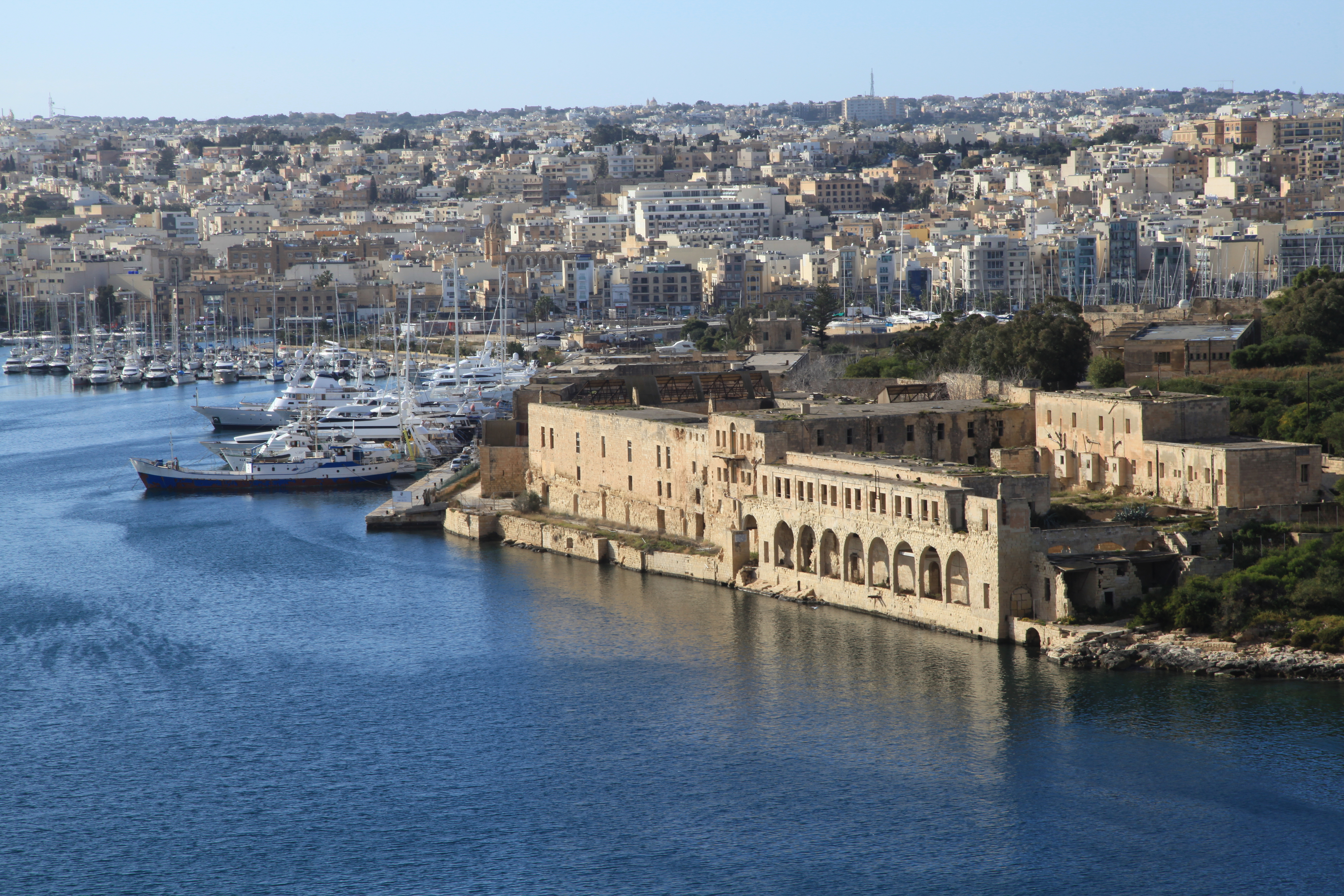
Lazzaretto na wyspie Manoela (dawniej Bishop's Island), stacja kwarantanny założona w 1643 na miejscu, w którym izolowano pacjentów podczas dżumy w 1623

W 1623 władze sanitarne zastosowały rygorystyczne środki, które skutecznie powstrzymały rozprzestrzenianie się choroby. Komisarze ds. sanitarnych izolowali zarażone osoby oraz tych, którzy mieli z nimi kontakt, na Bishop's Island w porcie Marsamxett. Domy zarażonych osób były strzeżone i wprowadzono ograniczenia w przemieszczaniu się między Vallettą a resztą wyspy. Zgromadzenia były zabronione, a inne środki ograniczające obejmowały zakaz noszenia peleryn, które, jak sądzono, ułatwiały kontakt między ludźmi.

## Wpływ na społeczeństwo
Wybuch spowodował śmierć 40 lub 45 osób.

## Zobacz także
- Epidemie dżumy na Malcie